# Jonathan Williams (Rennfahrer)
Jonathan James Williams (* 26. Oktober 1942 in Kairo, Ägypten; † 31. August 2014 in Benalmádena) war ein britischer Automobilrennfahrer.

## Leben und Karriere
Jonathan Williams’ Rennfahrerkarriere war in den ersten Jahren eng mit der des Rennfahrers und späteren Rennwagenhändlers und Teamchefs Frank Williams verbunden. Zwischen ihnen bestand kein Verwandtschaftsverhältnis, sie waren allerdings seit etwa 1961 eng miteinander befreundet. Beide begannen in den frühen 1960er-Jahren in Großbritannien, Clubrennen zu fahren. Zeitweise traten sie in der Formel Junior gegeneinander an. Ab 1963 war Frank Williams der Mechaniker seines Freundes Jonathan und organisierte dessen Renneinsätze, die anfänglich unter der Meldebezeichnung Anglo-Swiss Racing firmierten. Später verlegte Jonathan Williams seinen Wohnsitz von London nach Italien. Dort fuhr er 1967 in der Formel 3 für das De-Sanctis-Team, das mehr durch schlechte Organisation und futuristische Chassis auffiel als durch Erfolge. Dennoch bekam Williams 1967 zweimal die Chance, für die Scuderia Ferrari als Werksfahrer an den Start zu gehen. Neben einem Rennen in der Formel-2-Europameisterschaft fuhr er auch einen Formel-1-Grand-Prix für die Italiener. Beim Großen Preis von Mexiko, Williams war als Ersatzmann für den verletzten Mike Parkes am Start, reichte es im Ferrari 312F1 allerdings nur für den achten Rang.
Jonathan Williams, der auch einige Sportwagen- und CanAm-Rennen für die Scuderia bestritt, erhoffte sich einen festen Vertrag bei Ferrari. Diese Hoffnung erfüllte sich aber nicht, ein Formel-1-Projekt von Abarth kam ebenfalls nicht zustande.
Williams, der 1965 und 1966 einer der besten Piloten in der Formel 3 war, wechselte in die Formel 2 und trat 1968 für seinen Freund Frank Williams an, der zwischenzeitlich seinen eigenen Rennstall – Frank Williams Racing Cars – gegründet hatte. Jonathan Williams gewann für Frank Williams die Lotteria Monza. Es war der erste Sieg für das junge britische Rennteam.
In den frühen 1970er-Jahren fuhr Jonathan Williams den Werks-Serenissima in der Sportwagenweltmeisterschaft und ging in dieser Rennserie auch für Privatiers auf den unterschiedlichsten Fahrzeugen an den Start. Nach dem Ende seiner Karriere machte Williams eine Ausbildung zum Berufspiloten für Verkehrsflugzeuge und übte diesen Beruf viele Jahre aus. Außerdem arbeitete er als Fotograf und Autor.
Die Freundschaft zwischen Jonathan und Frank Williams überdauerte die Jahrzehnte. Frank Williams nannte seinen 1975 geborenen Sohn nach Jonathan Williams. Er starb im August 2014.

## Statistik

### Le-Mans-Ergebnisse
| Jahr | Team                 | Fahrzeug      | Teamkollege    | Platzierung                   | Ausfallgrund    |
| ---- | -------------------- | ------------- | -------------- | ----------------------------- | --------------- |
| 1968 | Scuderia Filipinetti | Ferrari 250LM | Herbert Müller | Ausfall                       | Radlagerschaden |
| 1970 | Solar Productions    | Porsche 908/2 | Herbert Linge  | nicht klassiert (Kamerawagen) |                 |

### Sebring-Ergebnisse
| Jahr | Team                   | Fahrzeug          | Teamkollege  | Platzierung | Ausfallgrund       |
| ---- | ---------------------- | ----------------- | ------------ | ----------- | ------------------ |
| 1967 | Scuderia Brescia Corse | Ferrari Dino 206S | Mario Casoni | Ausfall     | Zylinder überhitzt |

### Einzelergebnisse in der Sportwagen-Weltmeisterschaft
| Saison | Team                                                     | Rennwagen                                         | 1   | 2   | 3   | 4   | 5   | 6   | 7   | 8   | 9   | 10  | 11  | 12  | 13  | 14  | 15  | 16  | 17  | 18  | 19  | 20  | 21  | 22  |
| ------ | -------------------------------------------------------- | ------------------------------------------------- | --- | --- | --- | --- | --- | --- | --- | --- | --- | --- | --- | --- | --- | --- | --- | --- | --- | --- | --- | --- | --- | --- |
| 1963   | John Aley                                                | Mini                                              | DAY | SEB | SEB | TAR | SPA | MAI | NÜR | CON | ROS | LEM | MON | WIS | TAV | FRE | CCE | RTT | OVI | NÜR | MON | MON | TDF | BRI |
| 1963   | John Aley                                                | Mini                                              |     |     |     |     |     |     |     |     |     |     |     |     |     |     | DNF |     |     |     |     |     |     |     |
| 1966   |                                                          | De Sanctis                                        | DAY | SEB | MON | TAR | SPA | NÜR | LEM | MUG | CCE | HOK | SIM | NÜR | ZEL |     |     |     |     |     |     |     |     |     |
| 1966   |                                                          | De Sanctis                                        |     |     |     |     | DNF |     |     |     |     |     |     |     |     |     |     |     |     |     |     |     |     |     |
| 1967   | Scuderia Brescia Corse Scuderia Ferrari Scuderia Nettuno | Ferrari Dino 206S Ferrari Dino 206P Ferrari 330P4 | DAY | SEB | MON | SPA | TAR | NÜR | LEM | HOK | MUG | BRH | CCE | ZEL | OVI | NÜR |     |     |     |     |     |     |     |     |
| 1967   | Scuderia Brescia Corse Scuderia Ferrari Scuderia Nettuno | Ferrari Dino 206S Ferrari Dino 206P Ferrari 330P4 |     | DNF | DNF |     | 4   |     |     |     |     | 6   |     |     |     |     |     |     |     |     |     |     |     |     |
| 1968   | Scuderia Filipinetti                                     | Ferrari 250LM                                     | DAY | SEB | BRH | MON | TAR | NÜR | SPA | WAT | ZEL | LEM |     |     |     |     |     |     |     |     |     |     |     |     |
| 1968   | Scuderia Filipinetti                                     | Ferrari 250LM                                     |     |     |     |     |     |     | DNF |     |     |     |     |     |     |     |     |     |     |     |     |     |     |     |
| 1969   | Paul Hawkins Antonio Nicodemi                            | Lola T70 Porsche 907                              | DAY | SEB | BRH | MON | TAR | SPA | NÜR | LEM | WAT | ZEL |     |     |     |     |     |     |     |     |     |     |     |     |
| 1969   | Paul Hawkins Antonio Nicodemi                            | Lola T70 Porsche 907                              |     |     | DNF |     | DNF |     |     |     |     |     |     |     |     |     |     |     |     |     |     |     |     |     |
| 1970   | Antonio Nicodemi Scuderia Madunina Solar Productions     | Porsche 907 Alfa Romeo T33 Porsche 908            | DAY | SEB | BRH | MON | TAR | SPA | NÜR | LEM | WAT | ZEL |     |     |     |     |     |     |     |     |     |     |     |     |
| 1970   | Antonio Nicodemi Scuderia Madunina Solar Productions     | Porsche 907 Alfa Romeo T33 Porsche 908            |     |     |     | DNF | 7   |     |     | DNF |     |     |     |     |     |     |     |     |     |     |     |     |     |     |
| 1971   | Antonio Nicodemi                                         | Lola T212                                         | BUA | DAY | SEB | BRH | MON | SPA | TAR | NÜR | LEM | ZEL | WAT |     |     |     |     |     |     |     |     |     |     |     |
| 1971   | Antonio Nicodemi                                         | Lola T212                                         |     |     |     | 7   |     |     |     |     |     |     |     |     |     |     |     |     |     |     |     |     |     |     |